# Der Teufel mit der weißen Weste
Der Teufel mit der weißen Weste (Originaltitel: Le Doulos) ist ein französisch-italienischer Kriminalfilm aus dem Jahr 1962. Es ist eine Verfilmung des Romans Le Doulos von Pierre Lesou. Das Drehbuch schrieb Jean-Pierre Melville, der auch Regie führte. In den Hauptrollen sind Jean-Paul Belmondo und Serge Reggiani zu sehen.

## Handlung
Der Gangster Maurice Faugel hat eine lange Haftstrafe abgesessen. Nach seiner Entlassung hat er neue kriminelle Pläne. Er erschießt und beraubt einen Hehler, der eine Freundin von ihm ermordet hat. Während er mit seinem Kumpan Rémy eine Villa in Neuilly überfällt, um dort den Tresor zu knacken, prügelt Silien aus Faugels Freundin Thérèse die Adresse der Villa heraus. Bei dem Einbruch werden Faugel und Rémy von der Polizei überrascht. Beide werden von Inspektor Salignari angeschossen. Rémy überlebt nicht, aber Faugel erschießt Salignari und bricht dann zusammen. Er kommt wieder zu sich im Haus der Frau seines Freundes Jean.
Wer war der Polizeispitzel? Faugel denkt, dass Silien es war: Er hat ihn zwar als Freund bezeichnet, aber einen guten Ruf scheint dieser Silien in Gangsterkreisen nicht zu haben. Und auch der Zuschauer muss es zu diesem Zeitpunkt des Films denken: Denn nicht nur die Szene, als er bei Thérèse auftaucht, legt es nahe; Silien hatte auch, als Faugel und Rémy schon unterwegs waren, Inspektor Salignari angerufen.
Und dann ist es Silien, der festgenommen und erfolglos verhört wird, schließlich jedoch Kommissar Clain hilft, Faugel in einer Bar aufzuspüren und zu verhaften. Faugel landet also wieder in einer Gefängniszelle. Er beauftragt dort Kern, den er in der Zelle kennenlernt, Silien zu ermorden.
Tatsächlich ist aber Faugels Freundin Thérèse der Polizeispitzel gewesen. Dies weiß Silien, der sie gemeinsam mit Jean tötet und den Mord an dem Hehler zwei anderen Gangstern, die er ebenfalls tötet, in die Schuhe schiebt, um Faugel dadurch aus dem Gefängnis zu holen.
Nachdem Faugel den ganzen Hergang erfahren hat, versucht er Kern aufzuhalten. Dabei wird er von diesem in Siliens Haus erschossen. Silien, der den sterbenden Faugel findet, kann zwar Kern erschießen, wird aber von diesem ebenfalls tödlich getroffen.

## Entstehung & Veröffentlichung
| Figur          | Darsteller         | Deutscher Sprecher |
| -------------- | ------------------ | ------------------ |
| Silien         | Jean-Paul Belmondo | Peer Schmidt       |
| Maurice Faugel | Serge Reggiani     | Herbert Stass      |
| Nuttheccio     | Michel Piccoli     | K. E. Ludwig       |
| Remy           | Philippe Nahon     | Rolf Castell       |

Le Doulos steht im Französischen für einen Hut, aber auch für einen Informanten der Polizei. 
Der Teufel mit der weißen Weste ist ein Schwarzweißfilm.
Der deutsche Regisseur Volker Schlöndorff fungierte als Erster Regieassistent und spielt im Film eine Statistenrolle. Die französische Regisseurin Elisabeth Rappeneau war als Script-Girl tätig. Der Teufel mit der weißen Weste wurde von der Münchener Beta Technik Film GmbH synchronisiert. Das Dialogbuch schrieb K. E. Ludwig, die Dialogregie führte Wolfgang Schick.
Der Teufel mit der weißen Weste kam in Italien am 13. Dezember 1962 und in Frankreich am 8. Februar 1963 in die Kinos. In seinem Heimatland erreichte der Film rund 1.480.000 Kinozuschauer. In Deutschland war der Film ab dem 20. September 1963 zu sehen. Bei der erstmaligen Fernsehausstrahlung in der ARD am 4. Mai 1968 wurde eine um 12 Minuten gekürzte Fassung des Films, der damals von der FSK ab 18 Jahren freigegeben war, gezeigt. Erst 1993 wurde im ZDF die ungekürzte Fassung gezeigt, wobei die nachträglich wieder eingefügten Passagen mit deutschen Untertiteln versehen wurden. Im Rahmen der Videoveröffentlichung im Jahr 2007 wurde Der Teufel mit der weißen Weste von der FSK ab 12 Jahren freigegeben.

## Rezeption & Nachwirkung
Der Film erhielt fast ausschließlich positive Kritiken, der US-amerikanische Aggregator Rotten Tomatoes erfasst 96 % wohlwollende Kritiken. Beim Étoile de Cristal 1963 wurde Serge Reggiani als Bester Darsteller ausgezeichnet. Le Doulos ist auf der Liste der 500 besten Filme aller Zeiten des Magazins Empire die Nummer 472.

„Präzise berechnetes, unterkühlt inszeniertes Gangstermelodram mit zunächst nüchternem, später melodramatischem Grundton, das die fatale Konsequenz antiker Tragödien in die Pariser Unterwelt überträgt.“

„Brutalitäten bedingen auch für Erwachsene erhebliche Bedenken. Für Jugendliche ist der Film völlig ausgeschlossen.“

Als Tribut an diesen Film benutzte Olivier Marchal 2004 in seinem Film 36 tödliche Rivalen den Namen Silien für einen Polizeiinformanten. Quentin Tarantino nannte das Drehbuch für Le Doulos als sein Lieblingsdrehbuch, das großen Einfluss auf seinen Film Reservoir Dogs – Wilde Hunde gehabt habe.